# Nasr (companie de automobile)
Nasr (arabă النصر), acronimul pentru El Nasr Automotive Manufacturing Company este o marcă de automobile egipteană fondată în anul 1960 în Helwan, Egipt. Din 1979 compania a produs versiuni sub licență a Fiatului 125 și 128, 1983-1992 FSO Polonez, iar din 1991  Nasr a introdus o gamă mai largă de versiuni sub licență Fiat. La începutul anului 2000 Nasr a început să producă automobilul Zastava Florida sub licența producătorului sârb Zastava.

## Istorie
Nasr a înlocuit automobilele Ramses (produse tot de către stat) care aveau performanțe slabe și un design grotesc. Nasr dorea ca automobilul să fie accesibil pentru clasele sociale de mijloc (dar mare parte din populația Egiptului nu își puteau permite acest automobil).
Crearea companiei a făcut parte din industrializarea generală, proces care a fost inițiat după Revoluția Egipteană din 1952, care a dus la emigrarea egiptenilor spre zonele urbane pentru a lucra în fabrici și zone industrializate.
Decizia de a asambla automobile sub liciență străină purtând logoul mărcii Nasr a fost determinată de dorința de a evita probleme de inginerie și design care au apărut în tentativele anterioare de a produce o marcă de automobile autohtonă.Mai mult, automobilele compacte și oarecum accesibile, bazate pe platforma fostelor modele Fiat (produse în colaborare cu Zastava și FSO) care erau potrivite pentru piața egipteană. Nasr și-a extins linia de producție pentru a construi vehicule utilitare și agricole precum camioanele.
Cu trecerea anilor cel mai bine vândut model de la Nasr, Nasr 128 GLS, a început să își arate vârsta (design care nu a mai fost modificat din anii '70). În consecință, Nasr a început să producă o nouă gamă de autovehicule, bazându-se pe platforma fostelor modele Fiat (printre care și Fiat Regata), dar și pe platforma modelelor Tofaș, în special pe Dogan și pe Șahin.La începutul secolului 21 contractul cu marca Zastava s-a prelungit, intrând astfel în producție Nasr Florida.
Poziția mărcii Nasr a rămas fermă pe piața egipteană, în mare parte datorită renumelui mărcii și datorită prețului relativ accesibil față de celelalte mărci străine de automobile.Totuși pentru că marca Nasr are nevoie de o gamă de automobile moderne (în special în termeni de siguranță și confort), iar odată cu apariția mărcilor străine în Egipt (precum Skoda) concurența a crescut.

## Modele
- Nasr Sahin 1400 și 1600 SL : bazat pe platforma autmomobilului Tofaș Șahin, din 2005 s-a început folosirea motoarelor pe injecție
- Nasr 125: bazat pe platforma autmomobilului Fiat 125 - nu mai este produs
- Nasr 128 GLS 1300: bazat pe platforma autmomobilului Fiat 128
- Nasr Florida 1400: bazat pe platforma autmomobilului Zastava Florida
- Nasr Polonez 1500: bazat pe platforma autmomobilului FSO Polonez MR'83/MR'85
- Nasr Polonez MR'89: bazat pe platforma autmomobilului FSO Polonez MR'86/MR'87/MR'89
- Nasr Dogan: bazat pe platforma autmomobilului Tofaș Doğan  - nu mai este produs din 1995 (înlocuit de Sahin 1600 in 2005)
- Nasr Kartal : bazat pe platforma autmomobilului Tofaș Kartal - nu mai este produs

## Alți fabricanți auto înEgipt
Pe lângă Nasr alți egipteni constructori de automobile sunt: AAV, Ghabbour Group,WAMCO - Watania Automotive Manufacturing Company, MCV Egipt - Manufacturing Commercial Vehicles, produce automobile în Egipt. MCV Egipt s-a format în 1994 pentru a reprezenta firma de automobile Mercedes-Benz în sectorul vehiculelor comerciale în Egipt, producând o gamă largă de  autobuze și camioane pentru Egipt și pentru export în Lumea Arabă, Africa și Estul Europei. Fabrica de la Salheya are peste 1000 de angajați.